# La Porte à droite
Pistes de Je ne suis qu'un cri
Comptine pour Clémentine Le Cœur fragile
La Porte à droite est une chanson de Jean Ferrat, sortie en 1985 et présente sur l'album Je ne suis qu'un cri. Les paroles sont de Guy Thomas, parolier, poète et ami de Jean Ferrat.

## Thème de la chanson
Le 10 mai 1981, François Mitterrand est élu Président de la République Française. Quatrième et premier président socialiste de la Cinquième République, avec lui la gauche accède au pouvoir pour la première fois depuis 1958. Se met alors en œuvre les 110 propositions pour la France socle de son programme : abolition de la peine de mort, réduction du temps de travail, retraite à 60 ans, cinquième semaine de congés payés, augmentation de 10 % du salaire minimum, de 25 % des allocations familiales, nouveaux droits des travailleurs... Autant de réformes réalisées durant les deux premières années de son septennat. Mais dès 1983, un important changement de politique s'opère. Cette nouvelle orientation connue sous l'appellation Tournant de la rigueur crée la désillusion dans l'électorat de gauche, conduit au départ du gouvernement des ministres communistes et à d'importants reculs de la gauche aux élections municipales de 1983 et européennes de 1984 qui voit pour la première fois percer le Front national avec quasiment 11 % de voix.
Avec La porte à droite, c'est ce changement de politique et, selon lui, l'abandon des idéaux de gauche au nom de la réalité économique, que dénonce et fustige Jean Ferrat.
« On m’a dit tes idées ne sont plus à la mode, Quand on veut gouverner ce n’est pas si commode, Il faut évidemment s’adapter au terrain, Mettre jour après jour un peu d’eau dans son vin, [...],
 On m’a dit tu comprends tes idées archaïques, Ne feront qu’aggraver la crise économique, Ainsi la liberté dans un monde plus juste, Fait partie des slogans qui sont un peu vétustes
La porte du bonheur est une porte étroite, On m’affirme aujourd’hui que c’est la porte à droite, Qu’il ne faut plus rêver et qu’il est opportun, D’oublier nos folies d’avant quatre-vingt-un
Puis d’autres sont venus beaucoup moins présentables, Qui parlaient de la France en tapant sur la table, [...], Ils ont dit qu’il fallait se montrer réaliste, Qu’il y avait du bon dans les journaux racistes, Qu’il fallait nettoyer ce cher et vieux pays, Si l’on ne voulait pas qu’il devienne un gourbi, [...],
La porte du bonheur est une porte étroite, Qu’on ne me dise plus que c’est la porte à droite, Qu’il ne faut plus rêver et qu’il est opportun, D’oublier nos folies d’avant quatre-vingt-un »
 (paroles de Guy Thomas)